# Ballesteros Sud
Ballesteros Sud es una localidad situada en el departamento Unión, provincia de Córdoba, Argentina.
Se encuentra situada 6 km al sur de la RN 9, a 182 km de la Ciudad de Córdoba y a 5 km de la ciudad de Ballesteros.
La principal actividad económica de la localidad es la agricultura seguida por la ganadería, siendo el principal cultivo la soja.
La fiesta patronal en honor a San Juan Bautista se celebra el día 24 de junio.

## Historia
Ballesteros Sud tiene sus orígenes en un asentamiento fundado en el siglo XVIII por el militar español José de Ballesteros sobre las márgenes del Río Tercero o Ctalamochita en un territorio habitado por los pueblos pampas o het y posteriormente ocupado ocasionalmente por ranqueles. A partir del siglo XIX fue uno de los fortines que jalonaban el Camino Real entre Buenos Aires y Córdoba. Entre fines del siglo XIX y comienzos del siglo XX, la llegada de inmigrantes europeos (fundamentalmente italianos) modificó la demografía de la zona y produjo un fuerte desarrollo de las actividades agrícolas y ganaderas. En 1866 el paso del ferrocarril a unos seis kilómetros al norte dio lugar al surgimiento de la localidad de Ballesteros, también llamada Ballesteros Norte o Ballesteros Nuevo, lo que produjo un relativo aislamiento de Ballesteros Sud. A fines de la década de 1970 se pavimentó el camino de tierra que unía a las dos localidades promoviendo una comunicación más fluida y conectando Ballesteros Sud con la Ruta Nacional 9 y la actual Autopista Córdoba-Rosario-Buenos Aires.

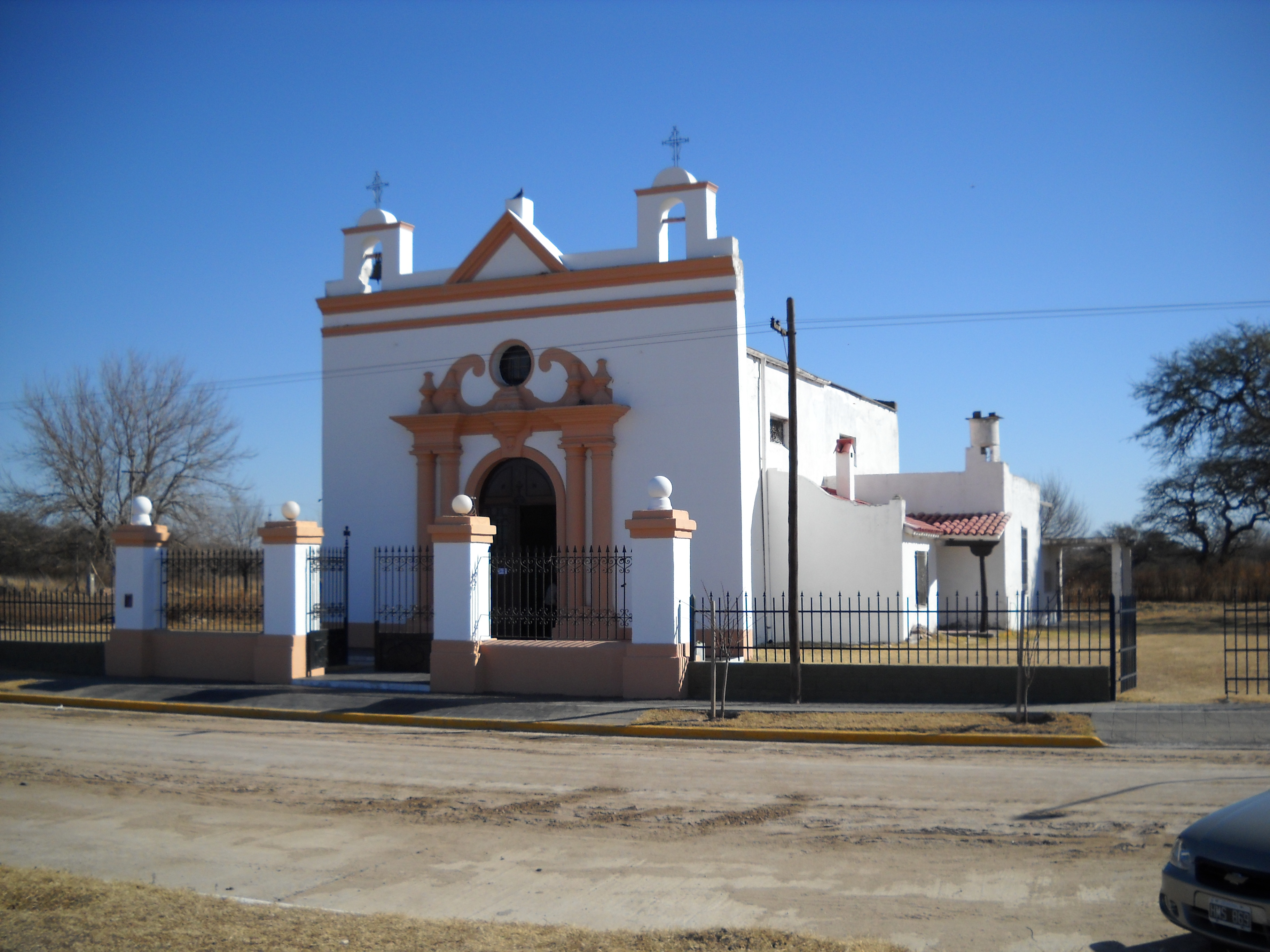
Iglesia de San Juan Bautista en Ballesteros Sud, principios del siglo XIX

## Población
Cuenta con 693 habitantes (Indec, 2022), lo que representa un incremento del 23% frente a los 532 habitantes (Indec, 2010) del censo anterior.
| Gráfica de evolución demográfica de Ballesteros Sud entre 1991 y 2022 |
|                                                                       |
| Fuente: Censos nacionales del INDEC                                   |